# Scottish FA Cup 1963/64
Der Scottish FA Cup wurde 1963/64 zum 79. Mal ausgespielt. Der wichtigste Fußball-Pokalwettbewerb im schottischen Vereinsfußball wurde vom Schottischen Fußballverband geleitet und ausgetragen. Er begann am 11. Januar 1964 und endete mit dem Finale am 25. April 1964 im Hampden Park von Glasgow. Als Titelverteidiger starteten die Glasgow Rangers in den Wettbewerb, die sich im Jahr zuvor gegen Celtic Glasgow im Old Firm durchgesetzt hatten. Im diesjährigen Endspiel um den Schottischen Pokal standen sich die Rangers und der FC Dundee gegenüber. Die Rangers erreichten damit zum insgesamt 26. Mal das schottische Pokalfinale seit 1877, und das dritte in Folge. Die Dees aus Dundee erreichten zum vierten Mal nach 1910, 1925  und 1952 das Endspiel. Das Finale gewannen die favorisierten Rangers mit 3:1. Es war für die Rangers der 18. Titel im Pokalwettbewerb. Nachdem Celtic von 1925 bis 1962 alleiniger Rekordsieger des Wettbewerbs war, überholten die Rangers den Erzrivalen mit diesem Erfolg. Für Dundee war es die dritte Niederlage in einem Pokalfinale in Folge, im Gegensatz dazu gewannen die Rangers ihren dritten Titel in Folge. In der Saison 1963/64 gewannen die Rangers zudem ihre 34. schottische Meisterschaft in der Vereinsgeschichte. Der FC Dundee wurde Tabellensechster. Das Finale im Ligapokal gewannen die Rangers ebenfalls. Damit holten sie nach 1949 zum zweiten Mal das Triple. Als schottischer Meister nahmen die Rangers in der folgenden Saison am Europapokal der Landesmeister teil und erreichten dabei das Viertelfinale das gegen den späteren Sieger Inter Mailand verloren wurde. Der FC Dundee nahm am Europapokal der Pokalsieger teil und schied dort in der 1. Runde gegen Real Saragossa aus.

## 1. Runde
Ausgetragen wurden die Begegnungen am 11. Januar 1964. Das Wiederholungsspiele fanden am 14. und 15. Januar 1964 statt.
|                  | Ergebnis |                        |
| ---------------- | -------- | ---------------------- |
| FC Aberdeen      | 5:2      | Hibernian Edinburgh    |
| Ayr United       | 3:2      | FC Inverness Thistle   |
| Berwick Rangers  | 5:2      | St. Cuthbert Wanderers |
| Celtic Glasgow   | 3:0      | Eyemouth United        |
| FC Dumbarton     | 4:0      | Raith Rovers           |
| Dundee United    | 0:0      | FC St. Mirren          |
| Forres Mechanics | 3:6      | FC Dundee              |
| FC Kilmarnock    | 2:1      | Gala Fairydean Rovers  |
| FC Montrose      | 1:1      | Alloa Athletic         |
| Greenock Morton  | 0:0      | FC Cowdenbeath         |
| FC Stenhousemuir | 1:5      | Glasgow Rangers        |
| Stirling Albion  | 1:1      | Brechin City           |
| FC Stranraer     | 2:1      | Third Lanark           |

### Wiederholungsspiele
|                | Ergebnis |                 |
| -------------- | -------- | --------------- |
| Alloa Athletic | 3:2      | FC Montrose     |
| Brechin City   | 5:1      | Stirling Albion |
| FC Cowdenbeath | 1:4      | Greenock Morton |
| FC St. Mirren  | 2:1      | Dundee United   |

## 2. Runde
Ausgetragen wurden die Begegnungen am 25. Januar 1964. Die Wiederholungsspiele fanden am 29. Januar 1964 statt. 
|                      | Ergebnis |                       |
| -------------------- | -------- | --------------------- |
| FC Aberdeen          | 1:1      | FC Queen’s Park       |
| Albion Rovers        | 4:3      | FC Arbroath           |
| Alloa Athletic       | 1:3      | Airdrieonians FC      |
| Brechin City         | 2:9      | FC Dundee             |
| Buckie Thistle       | 1:3      | Ayr United            |
| FC Clyde             | 2:2      | Forfar Athletic       |
| Dunfermline Athletic | 7:0      | FC Fraserburgh        |
| FC East Fife         | 0:1      | FC East Stirlingshire |
| FC Falkirk           | 2:2      | Berwick Rangers       |
| Hamilton Academical  | 1:3      | FC Kilmarnock         |
| Greenock Morton      | 1:3      | Celtic Glasgow        |
| FC Motherwell        | 4:1      | FC Dumbarton          |
| Partick Thistle      | 2:0      | FC St. Johnstone      |
| Queen of the South   | 0:3      | Heart of Midlothian   |
| Glasgow Rangers      | 9:0      | FC Duns               |
| FC St. Mirren        | 2:0      | FC Stranraer          |

### Wiederholungsspiele
|                 | Ergebnis  |             |
| --------------- | --------- | ----------- |
| Berwick Rangers | 1:5       | FC Falkirk  |
| Forfar Athletic | 3:2       | FC Clyde    |
| FC Queen’s Park | 1:2 n. V. | FC Aberdeen |

## Achtelfinale
Ausgetragen wurden die Begegnungen am 15. Februar 1964. Das Wiederholungsspiel fand am 19. Februar 1964 statt.
|                       | Ergebnis |                      |
| --------------------- | -------- | -------------------- |
| FC Aberdeen           | 1:2      | Ayr United           |
| Celtic Glasgow        | 4:1      | Airdrieonians FC     |
| FC Dundee             | 6:1      | Forfar Athletic      |
| FC East Stirlingshire | 1:6      | Dunfermline Athletic |
| FC Kilmarnock         | 2:0      | Albion Rovers        |
| FC Motherwell         | 3:3      | Heart of Midlothian  |
| Glasgow Rangers       | 3:0      | Partick Thistle      |
| FC St. Mirren         | 0:1      | FC Falkirk           |

### Wiederholungsspiel
|                     | Ergebnis |               |
| ------------------- | -------- | ------------- |
| Heart of Midlothian | 1:2      | FC Motherwell |

## Viertelfinale
Ausgetragen wurden die Begegnungen am 7. März 1964. Das Wiederholungsspiel fand am 11. März 1964 statt.
|                      | Ergebnis |                |
| -------------------- | -------- | -------------- |
| FC Dundee            | 1:1      | FC Motherwell  |
| Dunfermline Athletic | 7:0      | Ayr United     |
| FC Falkirk           | 1:2      | FC Kilmarnock  |
| Glasgow Rangers      | 2:0      | Celtic Glasgow |

### Wiederholungsspiel
|               | Ergebnis |           |
| ------------- | -------- | --------- |
| FC Motherwell | 2:4      | FC Dundee |

## Halbfinale
Ausgetragen wurden die Begegnungen am 28. März 1964. 
|                 | Ergebnis |                      |
| --------------- | -------- | -------------------- |
| FC Kilmarnock   | *0:4 *   | FC Dundee            |
| Glasgow Rangers | **1:0 ** | Dunfermline Athletic |

## Finale
| Glasgow Rangers                                          | Glasgow Rangers | FC Dundee | FC Dundee |
| -------------------------------------------------------- | --- | --- | --------- |
| Glasgow Rangers                                          | \| Finale \| \| 25. April 1964 um 15 Uhr (BST) in Glasgow (Hampden Park) \| \| Ergebnis: 3:1 (1:0) \| \| Zuschauer: 12.982 \| \| Schiedsrichter: Hugh Phillips \| \| Spielbericht \|     | \| Finale \| \| 25. April 1964 um 15 Uhr (BST) in Glasgow (Hampden Park) \| \| Ergebnis: 3:1 (1:0) \| \| Zuschauer: 12.982 \| \| Schiedsrichter: Hugh Phillips \| \| Spielbericht \| | FC Dundee |
| Glasgow Rangers                                          | Billy Ritchie – Bobby Shearer, David Provan, John Greig – Ronnie McKinnon, Jim Baxter, Willie Henderson, George McLean – Jimmy Millar, Ralph Brand, Davie Wilson Cheftrainer: Scot Symon | Bert Slater – Alex Hamilton, Bobby Cox, Bobby Seith – George Ryden, Alex Stuart1, Andy Penman, Hugh Robertson – Alan Cousin, Kenny Cameron, Alan Gilzean Cheftrainer: Bob Shankly    | FC Dundee |
| Glasgow Rangers                                          | Jimmy Millar Ralph Brand | Kenny Cameron | FC Dundee |
| Finale                                                   | | |           |
| 25. April 1964 um 15 Uhr (BST) in Glasgow (Hampden Park) | | |           |
| Ergebnis: 3:1 (1:0)                                      | | |           |
| Zuschauer: 12.982                                        | | |           |
| Schiedsrichter: Hugh Phillips                            | | |           |
| Spielbericht                                             | | |           |